# Боргачо (Фиренца)
Боргачо је насеље у Италији у округу Фиренца, региону Тоскана.
Према процени из 2011. у насељу је живело 108 становника. Насеље се налази на надморској висини од 106 м.